# Campagna
Campagna est une commune de la province de Salerne, dans la région Campanie, en Italie.

## Géographie

### Hameaux
Liste des frazioni et des località selon le statut de la commune de Campagna.

#### Frazioni
- Camaldoli : 103 habitants, 355 m
- Galdo : 200 habitants environ, 146 m
- Mattinelle : 200 habitants environ, 109 m
- Puglietta : 870 habitants, 352 m
- Quadrivio : 5 352 habitants, 185 m
- Romandola-Madonna del Ponte : 144 habitants, 176 m
- Santa Maria La Nova : 440 habitants, 255 m
- Serradarce : 447 habitants, 380 m

#### Località
- Avigliano : 56 habitants ; 556 m ;
- Folcata : 465 habitants ; 255 m ;
- Oppidi-Varano : 292 habitants ; 280 m ;
- Pezzarotonda ;
- Ponte Barbieri ;
- Rufigliano : zone industrielle et artisanale ;
- Saginara : localité près de la commune de Contursi Terme, là où l’affluent Trigento rejoint le fleuve Sélé. Selon des historiens locaux, la localité était habitée dans l’Antiquité tardive et a été détruite par Alaric Ier ;
- San Paolo : 164 habitants ; 90 m ;
- San Vito ;
- San Zaccaria : 213 habitants ; 380 m ;
- Sant' Angelo : localité située au nord de Quadrivio sur les pentes du mont Ripalta. S’y trouvent les ruines de l’église de San Michele (IXe et Xe siècles), dont il est fait mention la première fois en 1164 ;
- Tuoro ;
- Vallegrini : 144 habitants ; 170 m.

### Communes limitrophes
Acerno, Contursi Terme, Eboli, Olevano sul Tusciano, Oliveto Citra, Postiglione, Senerchia, Serre.

### Évolution démographique
Habitants recensés

## Administration
| Période              | Période  | Identité       | Étiquette | Qualité |
| -------------------- | -------- | -------------- | --------- | ------- |
| 10 juin 2018 (réélu) | En cours | Roberto Monaco |           |         |

## Culture
La basilique Sainte-Marie de la Paix, principal édifice religieux de la ville, construit au XVIIe siècle.
Les palais de Campagna:
- Palais Tercasio du XIVe siècle agrandi et transformé en monastère franciscain au XVIe siècle jusqu'en 1866; une aile s'est écroulée à la suite du tremblement de terre de 1980.
- Palais Maffrey du début du XVIIe siècle situé dans la ville haute.
- Palais des Gouverneurs des Princes de Monaco du XVIe siècle de style baroque; Dans la cour intérieure, on peut encore voir le blason des Grimaldi.
- Palais Rivelli (XIVe siècle au XVIIe siècle) avec une cour intérieure décorée de stucs; a servi de pensionnat pour les jeunes filles pauvres, de caserne et de fabrique de cigares jusqu'à la fin du XIXe siècle. Le palais a été restauré après le tremblement de terre de 1980.
- Palais Viviani du XVIe siècle avec sa grande loggia Renaissance.
- Palais Bernalla du XIVe siècle de style Renaissance appartenait au marquis Bernalla.
- Palais Trotta du XVIe siècle de style Renaissance dans le quartier de Zappino, se situe à côté de l'église San Salvatore
- Palais Cervone du XVIIe siècle au beau portail de pierre et de marbre.

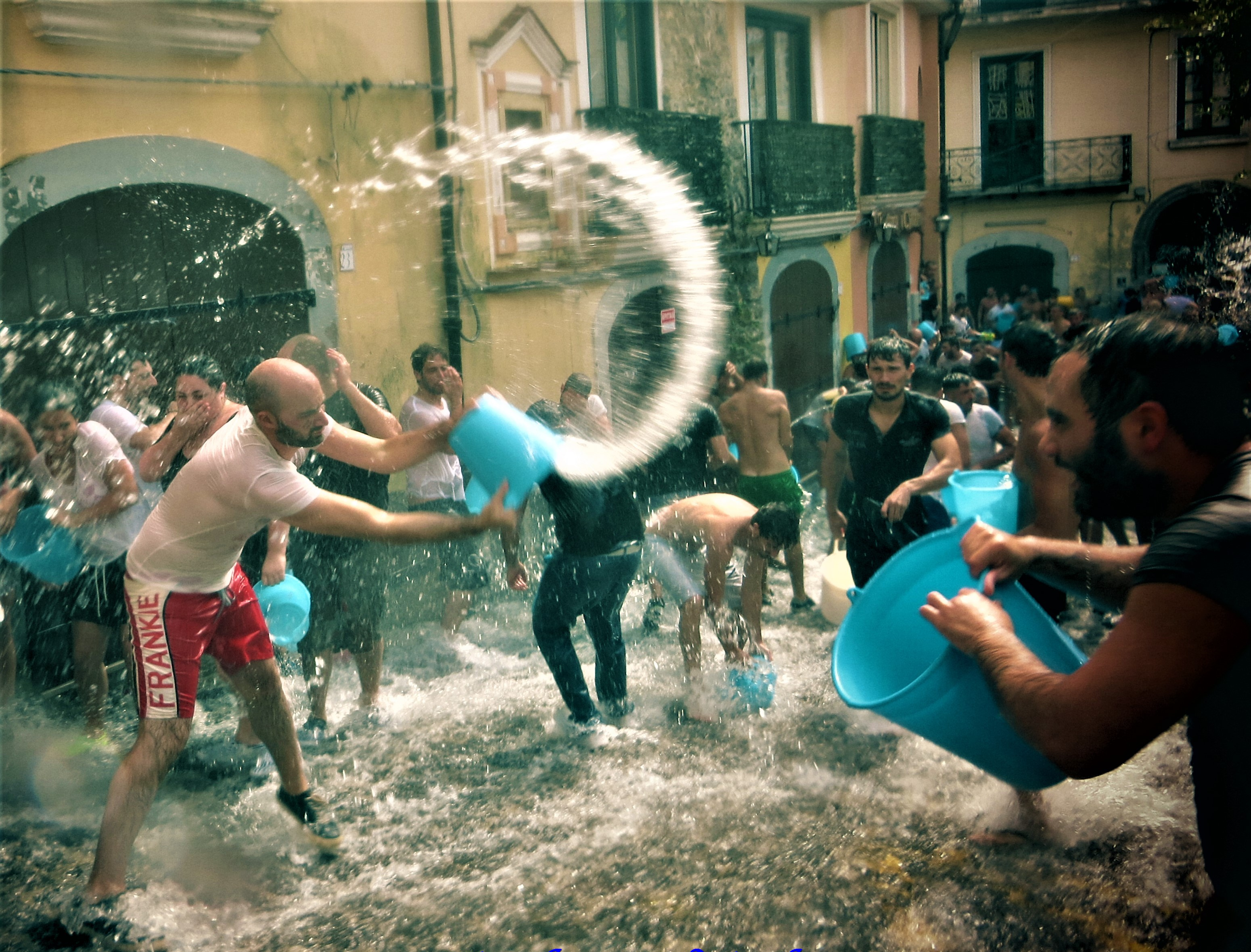
Guerre de seaux d'eau pendant la Chiena.

## Événement commémoratif

### 'A Chiena
'A Chiena (la crue) est une fête organisée autour de la déviation contrôlée du cours du fleuve Tenza, le long de l'artère principale du centre historique de Campagna, le corso Umberto I. L'origine de la fête n'est pas documentée ; délaissée dans les années '70, elle a été réintroduite en 1982.